# Macao (Film)
Macao ist ein 1950 entstandener US-amerikanischer Film noir von Josef von Sternberg und Nicholas Ray mit Robert Mitchum und Jane Russell in den Hauptrollen.

## Handlung
Der Film spielt in der damaligen portugiesischen Kolonie Macao. Dies ist der Hafen der Gestrandeten und Glücksspieler, der finsteren Gestalten und Aussteiger. Hier treffen sich Gangster und ihre moralisch zweifelhaften Bräute, Männer, die auf der Flucht vor der Polizei oder ihrem gescheiterten Leben sind. Wieder legt heute ein Schiff aus Hongkong an. An Bord befinden sich unter anderem der zwielichtige, amerikanische Abenteurer und Aussteiger Nick Cochran, ein ehemaliger Soldat und ausgewiesener Zyniker, der aus zunächst nicht näher genannten Gründen sein Heimatland verließ, und die nicht minder vom Leben enttäuschte und gleichfalls zynische, dafür aber beschäftigungslose Barsängerin Julie Benson, die gleichfalls ihre besten Tage längst hinter sich weiß. Beide erreichen mit demselben Schiff am selben Tag die portugiesische Kolonie. Ebenfalls dabei ist der angebliche Geschäftsmann Lawrence Trumble, der offiziell in Seidenstrümpfe macht, sich aber in Wahrheit wohl als Schmuggler betätigt.
Nick hat von Anbeginn Ärger: er gesteht bei der Einreise dem Polizeiinspektor Ltnt. Sebastian, dass ihm sowohl der Pass als auch sein Geld gestohlen worden seien und dass er lediglich seine Entlassungspapiere des „US Signal Corps“ mit dabei habe, die ihn ausweisen könnten. Sebastian ist ein durch und durch korrupter Cop, der auf der Gehaltsliste des skrupellosen Casino-Betreibers Vincent Halloran steht. Sofort informiert Sebastian diesen über die drei amerikanischen Neuankömmlinge, da Halloran einen verdeckt arbeitenden US-Detective erwartet. Als Halloran Nicks Foto sieht, nimmt er an, dass es sich dabei um diesen Undercover-Cop handeln müsse. Halloran ist nämlich wie so viele andere Ausländer auch auf der Flucht vor den US-Behörden in Macao gestrandet. Als der Casino-Gangster auch ein Foto von Julie zu sehen bekommt, ist er augenblicklich hin und weg.
Nick glaubt, dass nur Julie ihn an Bord bestohlen haben könnte und konfrontiert die abgebrühte Sängerin mit seinem Vorwurf, den sie selbstverständlich zurückweist. Dann taucht auch noch Sebastian auf und will Nick (im Auftrag seines Herrn Halloran) wegen angeblichen Vagabundierens aus Macao gleich wieder abschieben. Für Julie hat Ltnt. Sebastian, ebenfalls im Auftrag seines eigentlichen Bosses Halloran, prompt einen Job bereit: sie könne, so sagt er, als Sängerin in Hallorans Quick Reward-Casino auftreten. Nick hat wenig Skrupel, auch den Gangsterkönig von Macao um einen Job zu bitten. Der will Nick, dem er nicht traut, aber schnellstmöglich loswerden und versucht ihn deshalb mit Geld zur Abreise aus Macao zu bewegen. Mit dem Engagement-Angebot an Julie verbindet Halloran auch den Hintergedanken, dass diese Frau Nick ein wenig ausspionieren soll, um zu erfahren, ob er der getarnte Bulle ist, der Halloran dingfest machen soll. Die wiederum hat unzweifelhaft ein Auge auf den ihr gefallenden, harten Typen geworfen, und so unternehmen Nick und Julie einen gemeinsamen Bootsausflug auf einem Sampan.
Geschäftsmann und Hehler Trumble wiederum heuert Nick an, ihm bei dem Verkauf eines aus Hallorans Besitz gestohlenen Halsbands zu helfen. Nick soll für seine Dienste mit 10.000 Dollar am Erlös beteiligt werden. Halloran hatte zuvor das extrem wertvolle Halsband einem Hehler in Hongkong zum Verkauf überlassen. Um Halloran, der unbedingt sein Geschmeide zurückhaben möchte, habhaft zu werden, müsse, so Trumble, dieser von Nick überzeugt werden, die für ihn sichere Drei-Meilen-Zone zu verlassen und selbst nach Hongkong reisen. Damit ist klar, dass in Wirklichkeit Lawrence Trumble, der eigentlich Brian heißt und ein US-Police-Lieutenant ist, als Undercover-Bulle arbeitet. Nick geht daraufhin mit einem Edelstein des Halsbands, das in einem Safe in Hongkong liegen soll, zu Halloran und zeigt ihm den Klunker. Der erkennt sofort, dass das Juwel aus dem ihm gestohlenen Halsband stammen muss. Jetzt ist der Casino-Betreiber endgültig davon überzeugt, dass Nick Cochran der Undercover-Cop sein müsse, hält ihn fest, um ihn auf seine ganz eigene Art zu „befragen“.
Hallorans offizielle Freundin Margie sieht derweil mit zunehmendem Missvergnügen, dass ihr Typ ein Auge auf Julie geworfen hat und sorgt deshalb dafür, dass Nick, Hallorans schärfster Konkurrent um die Gunst Julies, wieder auf freien Fuß kommt. Verfolgt von Hallorans Schlägern, gerät dabei Trumble alias Brian in deren Schusslinie. Statt Nick zu töten, kommt Brian ums Leben. Im Sterben liegend, rät Brian Nick, dessen Problem – es hat sich herausgestellt, dass er in New York einen Mann getötet hat, woraufhin Nick die USA fluchtartig verließ – mit der New Yorker Polizei wieder in Ordnung zu bringen. Halloran will seine Diamanten, die jetzt in Hongkong lagern, unbedingt zurückhaben und lässt nunmehr jegliche Vorsicht fahren. Er ist bereit, dass für ihn sichere Macao zu verlassen, um nach Hongkong überzusetzen. Julie soll ihn bei diesem Trip begleiten. Nick setzt alles auf eine Karte. Er entledigt sich mit Itzumi des gefährlichsten Killers, der auf Hallorans Lohnliste steht, schmuggelt sich mit Julies und Margies Hilfe auf das Boot und übernimmt selbst das Steuer, um die Yacht mit Halloran an Bord auf die offene See zu steuern. Es kommt zu einem finalen Faustkampf der beiden, bei dem Halloran vorübergehend über Bord geht. Außerhalb der Drei-Meilen-Zone wartet bereits ein Polizeiboot, die den gesuchten Casino-Schurken in Empfang nimmt. Dann springt Nick selbst über Bord, um zu Julie zurück zu schwimmen und ihr einen Heiratsantrag zu machen.

## Synchronisation
Robert Mitchum wurde von Ernst Konstantin synchronisiert, die Schauspielerin Gisela Trowe übernahm die deutsche Stimme von Jane Russel.

## Produktion
Macao entstand zwischen dem 22. August und dem 19. Oktober 1950 und wurde komplett im Studio abgedreht, die Macao-Szenen wurden alten Archivaufnahmen entnommen. Ab dem 30. April 1952 wurde der Film in New York gezeigt. Die deutsche Erstaufführung erfolgte am 12. September 1952, die deutsche Fernseherstausstrahlung am 15. Mai 1971 in der ARD.
Die Bauten entwarf Albert S. D’Agostino, die Ausstattung übernahm Darrell Silvera. Constantin Bakaleinikoff übernahm die musikalische Leitung.
Jule Styne und Leo Robin schrieben und komponierten die Lieder Ocean Breeze und You Kill Me, Harold Arlen komponierte One for My Baby zum Text von Johnny Mercer. Mitchum beteiligte sich an einigen Drehbuchszenen, um inhaltlich logische Übergänge von einigen Szenen zu gewährleisten.
Josef von Sternberg begann mit der Filmregie, hinterließ aber offensichtlich ein derartiges Chaos, dass Produzent Howard Hughes, der kurz vor Drehbeginn mit Sternberg noch das Kalte-Kriegs-Drama Düsenjäger auf die Beine gestellt hatte, ihn entließ und Nicholas Ray bat, den Film zu ordnen und zu Ende zu drehen. Mel Ferrer drehte (ungenannt) gleichfalls noch einige zusätzliche Szenen ebenso wie Robert Stevenson.

## Kritiken
„All die anderen Ingredienzien, inklusive Miss Russells berühmten Körperformen, sind ziemlich dieselben Glamourfilm-Standards mit Jane und Bob. (…) Macao ist Schnickschnack und nichts darüber hinaus – ein nur aus einem Grunde auf die Beine gestellter Schnickschnack, nämlich diese beiden Stars zusammenzubringen. Die Geschichte selbst ist schlicht – eine routinierte und standardisierte Nacherzählung von einem Typen, der in eine Räuber-und-Gendarm-Geschichte hineingerät. Und einmal abgesehen von einer bei einigen Szenen gut-aufgestellten Regie Sternbergs, besonders bei der Jagd zwischen Netzen und Ruderbooten, hat er eine konventionelle Arbeit abgeliefert.“

„Josef von Sternberg, der Regisseur des Marlene-Dietrich-Films ‚Der blaue Engel‘, inszenierte einen mäßigen ‚Thriller‘ um einen amerikanischen Glücksspiel-Gangster in der portugiesischen Kolonie. In der ungekämmten Hauptrolle eines weißen Outcast, der den Spielhöllenkönig im ‚Hafen des Lasters‘ zu Fall bringt: der in seinem Privatleben wegen Rauschgiftvergehens vorbestrafte Schauspieler Robert Mitchum. Jane Russel beweist als emanzipierte Schlager-Sängerin (‚Pfoten weg, Kleiner‘), daß sie ihren Ruhm nicht dem Gesang und keinesfalls der Schauspielkunst verdankt. Aber sie ist so herrlich ordinär.“

„Flache Geschichte, die im titelgebenden, düsteren Hafen spielt.“

„Einige wenige knallige, dekorative Anflüge belegen die Hand des Regisseurs, ansonsten ist dies eine routinierte, düstere Geschichte, wo es ordentlich etwas hinter die Ohren gibt.“

„‚Macao‘ bewies einige Meriten frühester Sternberg-Inszenierungen. Es war ein unprätentiöses, düsteres und äußerst stimmungsvolles Drama mit einem perfekt harmonisierenden Darsteller-Gespann (Robert Mitchum, Jane Russell). Der erst 1952 uraufgeführte Film sollte mehrere Jahrzehnte nach seiner Entstehung zum Kultfilm für Cineasten und ausgewiesene Mitchum-Russell-Fans werden.“

„Dutzendware aus Hollywood; einige der letzten Szenen inszenierte Nicholas Ray an Stelle des lustlosen von Sternberg, der den Film als Pflichtübung begriff.“